# Sakisaka Itsurō
Sakisaka Itsurō (japanisch 向坂逸郎; geboren 6. Februar 1897 in Ōmuta (Präfektur Fukuoka); gestorben 22. Januar 1985) war ein japanischer marxistischer Wirtschaftswissenschaftler.

## Leben und Werk
Sakisaka Itsurō schloss 1921 sein wirtschaftswissenschaftliches Studium an der Universität Tokio ab. Von November 1922 bis Mai 1925 bildete sich Sakisaka an der Berliner Universität weiter. Während seines Studiums in Berlin las er marxistische Schriften und kam zu dieser Zeit zu einer fast marxistischen Weltanschauung. Aufgrund der starken Inflation nach dem Ersten Weltkrieg konnte Sakisaka eine große Menge wertvoller marxistischer Bücher mit Fremdwährung kaufen und damit eine Basis für seine Sammlung marxistischer Literatur schaffen. Nach seiner Rückkehr aus Deutschland schloss er sich der Fakultät der Kyūshū-Universität an. Er verlor jedoch seine Stelle im Rahmen der Säuberungsaktion vom 15. März 1928.
Im selben Jahr begann Sakisaka für die von Yamakawa Hitoshi herausgegebene marxistische Zeitschrift „Rōnō“ (労農) – „Arbeiter und Bauern“ – zu arbeiten. Er wurde zu dem führenden Sprecher der Rōnō-Richtung innerhalb der marxistischen Theoretiker im Gegensatz zu der Kōza-Faktion. Beide Gruppen lösten sich auf, als Mitglieder infolge des „Volksfront-Zwischenfalls“ (人民戦線事件, Jimmin sensen jiken) 1937/1938 festgenommen wurden. Sakisaka kam von 1937 bis 1939 ins Gefängnis. 
Nach Ende des Pazifikkriegs konnte Sakisaka an die Kyūshū-Universität zurückkehren. Nach seinem Eintritt in den Ruhestand 1969 begann er einen starken Einfluss auf die ideologische Ausrichtung der  Kommunistischen Partei Japans und auf den Verbund der japanischen Gewerkschaften „Zenkoku Rōdōkumiai Hyōgikai“ (日本労働組合評議会), kurz „Hyōgikai“ (評議会) auszuüben.
Zeit seines Lebens beschäftigte sich Sakisaka mit Marx und seinen Schriften. So gab er die erste japanische Gesamtausgabe von Marx und Engels Schriften heraus. Zu seinen eigenen Arbeiten gehört die „Methodologie der Wirtschaftswissenschaft“ (経済学 方法論, Keizaigaku Hōhō-ron) aus dem Jahr 1949 und „Ausprägung der Marxschen Wirtschaftslehre“ (マルクス経済学の方法, Marx Keizaigaku no Hōhō), 1959.